# Еволуција птица
Еволуција птица је почела у Јура периоду, са најранијим птицама пореклом из клада теропод диносауруса по имену Паравес. Птице су категорисане као биолошка класа, Aves. Више од једног века сматрало се да је мали теропод диносаурус Археоптерикс из касне јуре најранија птица. Савремене филогеније сврставају птице у класу диносауруса Теропода. Према тренутном консензусу, Птице и сестринска група, ред Крокодили, заједно су једини живи чланови нерангиране кладе "гмизаваца", Archosauria. Четири различите лозе птица преживеле су догађај изумирања креде и палеогена пре 66 милиона година, развијајући се у нојеве и сроднике (Птице тркачице), патке и сроднике (Пловуше), птице које живе на тлу (Кокоши) и "модерне птице" (Неоавес).
Филогенетски, Aves се обично дефинишу као сви потомци најновијег заједничког претка одређених савремених врста птица (попут кућног врапца, Passer domesticus), и или Археоптерикса, или неких праисторијских врста блиских модерним птицама Neornithes (како би се избегли проблеми узроковани нејасним односима Археоптерикса са другим тероподима). Ако се користи потоња класификација, онда се већа група назива Avialae. Тренутно се о односима између диносауруса, археоптерикса и модерних птица још расправља.

## Порекло
Постоји значајан доказ да су се птице појавиле у оквирутеропода диносауруса, посебно, да су птице чланови манираптора, групе теропода која укључује дромаеосаурсе и овирапториде, између осталих. Како је откривено више не-птичјих теропода који су блиско повезани са птицама, раније јасна разлика између не-птица и птица постаје све мања. То је забележено у 19. веку, када је Томас Хаксли написао:
Морали смо да растегнемо дефиницију класе птица тако да укључимо птице са зубима и птице са предњим удовима налик шапама и дугим реповима. Нема доказа да је Compsognathus поседовао перје; али, да јесте, заиста би било тешко рећи да ли би требало да се зове рептилска птица или птичји гмизавац.
Открића у североисточној Кини (провинција Љаонинг) показују да многи мали тероподи диносауруси заиста имају перје, међу њима и Compsognathidae Sinosauropteryx и Microraptoria Dromaeosauridae Sinornithosaurus. Ово је допринело овој нејасноћи где треба повући границу између птица и гмизаваца. Microraptor (Cryptovolans), дромаеосаурид нађен 2002. је био способан да активно лети, поседовао је грудни кил. Чини се да су Cryptovolans боље "птице" од Археоптерикса којој недостају неке од ових карактеристика модерних птица. Због тога су неки палеонтолози сугерисали да су дромеосауруси заправо базалне птице чији већи чланови секундарно не лете, односно да су дромеосауруси еволуирали од птица, а не обрнуто. Докази за ову теорију тренутно нису коначни, али ископавања и даље откривају фосиле (посебно у Кини) пернатих дромеосауруса. У сваком случају, прилично је извесно да је лет са пернатим крилима постојао у средње-јурским тероподима. Подфамилија Unenlagiinae - Rahonavis из креде поседује карактеристике које сугеришу да је бар делимично у стању да активно лети.
Иако џиновски диносауруси Ornithischia имају исту структуру кукова као и птице, птице заправо потичу од Saurischia диносауруса (гуштера) ако је теорија о диносауријском пореклу тачна. Тако су независно дошли до стања своје структуре кукова. У ствари, структура кукова налик птицама такође се развила трећи пут међу посебном групом теропода, Therizinosauridae.
Алтернативна теорија о диносаурском пореклу птица, коју заступају неки научници, нарочито Лери Мартин и Алан Федућија, каже да су птице (укључујући Maniraptora "диносаурусе") еволуирале од раних архосауруса попут Longisquama. Ову теорију оспорава већина других палеонтолога и стручњака за развој и еволуцију перја.

## Птице мезозоика
Базална птица Археоптерикс, из јуре, позната је као једна од првих "карика које недостају" у прилог еволуцији крајем 19. века. Иако се не сматра директним претком модерних птица, даје правилан приказ еволуције лета и како је изгледала прва птица. Можда му је претходила Protoavis texensis, иако фрагментарна природа овог фосила оставља отвореним велику сумњу да ли је то предак птица. Скелет свих кандидата за ране птице у основи је мали диносаурус теропод са дугим канџастим рукама, мада изузетна очуваност Солнхофен кречњачке формације показује да је Археоптерикс био прекривен перјем и имао крила. Иако Археоптерикс и његови рођаци можда нису били баш добри летачи, они су барем били способни да једре, постављајући позорницу за еволуцију живота на крилима.
Еволуцијски тренд међу птицама био је смањење анатомских елемената ради уштеде на тежини. Први елемент који је нестао био је коштани реп, сведен на пигостил, а функцију репа преузело је перје. Confuciusornis је пример њиховог тренда. Мада је имао прсте са канџама, можда за пењање, имао је реп у облику пигостила, иако дужи него код модерних птица. Велика група птица, Enantiornithes, еволуирала је у еколошке нише сличне онима савремених птица и постојала је током читавог мезозоика. Иако су њихова крила наликовала крилима многих модерних група птица,  већином су задржали канџаста крила и њушку са зубима, а не кљуном. Губитак дугачког репа праћен је брзом еволуцијом њихових ногу која је еволуирала у свестране и прилагодљиве алате који су отворили нове еколошке нише.
Креда је доживела напредак модернијих птица са чвршћим грудним кошем са кобилицом и раменима способним да омогуће снажан удар нагоре, неопходан за одрживи активни лет. Још једно побољшање било је појава алуле (крилца), која се користи за постизање боље контроле слетања или лета при малим брзинама. Рани пример је Yanornis. Многе су биле приморске птице, упадљиво подсећајући на модерне обалне птице, као што је Ichthyornis или патке, као Gansus. Неки су еволуирали као пливајући ловци, попут Hesperornithes - групе  ронилаца налик гњурцима и морским гњурцима. Иако су у већини аспеката модерне, већина ових птица задржала је типичне зубе налик зубима рептила и оштре канџе на предњим удовима.
Савремене птице без зуба еволуирале су од зубатих предака у креди. У међувремену, раније примитивне птице, посебно Enantiornithes, наставиле су напредовати и диверзификовати се заједно са птеросаурима кроз овај геолошки период све док нису изумрле услед Кредно-палеогеног изумирања. Све осим неколико група безубих Неорнита такође су нестале. Преживеле лозе птица биле су релативно примитивне Птице тркачице (ној и његови сродници), лоза пловуша, копнене кокоши и неоавес.

## Адаптивно разилажење савремених птица
Савремене птице сврстане су у Неорните (Птице), за које се сада зна да су еволуирале у неке основне лозе до краја креде. Неорнити су подељени на палеогнате (птице тркачице) и неогнате (птице летачице).
У палеогнате спадају тинамуи (пронађени само у Централној и Јужној Америци) и ратити, који се данас налазе готово искључиво на јужној хемисфери. Птице тркачице су велике тркачице, и укључују нојеве, нандуие, казуаре, кивије и емуе. Неколико научника сугерише да ратити представљају вештачку групу птица које су независно изгубиле способност летења у низу неповезаних лоза. У сваком случају, доступни подаци о њиховој еволуцији и даље су врло збуњујући, делом и због тога што нема неспорних фосила из мезозоика. Филогенска анализа подржава тврдњу да су ратити полифилетични и да не представљају ваљану групу птица.
Базално одступање од осталих летачица је био Galloanserae, суперред који садржи пловуше (патке, гуске и лабудове), и кокоши (кокошке, ћурке, фазане и њихове сроднике). Присуство базалних ансериформних фосила у мезозоику и вероватно неких галиформних фосила имплицира присуство палеогната у исто време, упркос одсуству фосилних доказа.
Датуми подела су предмет значајне расправе међу научницима. Договорено је да су Neornithes настали у креди и да је до расцепа између Galloanserae и других летачица - неоавес - дошло пре изумирања креде - палеогена, али постоје различита мишљења о томе да ли је до разилажења преосталих неогната дошло пре или након изумирања осталих диносауруса. Ово неслагање је делимично узроковано разилажењем у доказима, а молекуларно датирање сугерише кредну радијацију, мали и двосмислени неоавски фосилни запис из креде, а већина живих породица појавила се током палеогена. Покушаји да се помире молекуларни и фосилни докази показали су се контроверзним. 
Једна хипотеза о томе како су модерне птице преживеле масовно изумирање креде - палеогена када друге врсте диносауруса нису могле, повезана је са њиховом способношћу адаптивног разилажења. Због чињенице да птичји преци модерних птица нису заузели сав нишни простор где су друге врсте попуниле њихов нишни простор, птице су могле да произведу виши ниво еколошке разноликости и иновације које су им помогле да се брже прилагођавају различитим окружењима. Ове стопе еволуције делимично могу бити последица њихове мале величине тела.
Аутори извештаја из маја 2018. у Current Biology мисле да су птице које су преживеле катастрофу на крају креде биле Neornithes, Neognathae (Galloanserae + Neoaves), нису живеле на дрвећу и нису могле да одлете далеко, због уништавање шума широм света а да је требало доста времена да се светске шуме правилно поврате. Практично до истих закључака већ је дошло у књизи о еволуцији птица из 2016.
У августу 2020. научници су известили да је еволуција птичје лобање успорена у поређењу са еволуцијом њихових претходника диносауруса након изумирања креде-палеогена, уместо да се убрза, како се често верује да је узроковало разноликост облика лобање савремених птица.

## Класификација савремених врста
Филогенетска класификација птица је спорно питање.  Филогенија и класификација птица Сиблеј & Алквиста (1990) је репер рад на класификацији птица (иако се често расправља и стално ревидира). Претежни број доказа сугерише да већина модерних птица представља добре кладусе. Међутим, научници се не слажу у погледу прецизних односа између главних клада. Докази из савремене анатомије птица, фосили и ДНК су разматрани у вези овог проблема, али није постигнут чврст консензус.
Структурне карактеристике и фосилни записи историјски су пружили довољно података систематичарима за формирање хипотеза о филогенетским односима међу птицама. Непрецизности у оквиру ових метода главни су фактор зашто постоји недостатак тачног знања у вези са редоследом и породицама птица. Проширење у проучавању компјутерски генерисаног секвенцирања ДНК и компјутерски генерисане филогенетике обезбедило је тачнију методу за класификацију врста птица. Мада, проучавање ДНК података може ићи само толико далеко, а питања су и даље без одговора.

## Тренутни еволуцијски трендови код птица
Еволуција се уопште одвија превише споро да би то људи могли видети. Међутим, врсте птица тренутно изумиру далеко већом брзином од било које могуће врсте или друге генерације нових врста. Нестанак популације, подврсте или врсте представља трајни губитак низа гена.
Још једна брига у вези еволуционих импликација је сумња у повећање хибридизације. То може произаћи из људских промена станишта које омогућавају преклапање сродних алопатријских врста. Фрагментација шума може створити опсежна отворена подручја, повезујући претходно изолована подручја. Популације које су биле изоловане довољно времена да се значајно разиђу, али недовољно да буду неспособне за стварање плодног потомства сада се могу укрштати толико широко да се интегритет изворне врсте може угрозити. На пример, многи хибридни колибри пронађени на северозападу Јужне Америке могу представљати претњу очувању различитих врста.
Неколико врста птица узгајано је у заточеништву како би се створиле варијације на дивљим врстама. Код неких птица ово је ограничено на варијације боја, док се друге узгајају ради веће производње јаја или меса, због летења или других карактеристика.
У децембру 2019. резултати заједничке студије чикашког Природњачког музеја и Универзитета у Мичигену о променама у морфологији птица објављени су у часопису Ecology Letters. Студија користи тела птица које су умрле услед судара са зградама у Чикагу, Илиноис, од 1978. Узорак се састоји од преко 70.000 примерака из 52 врсте и обухвата период од 1978. до 2016. године. Студија показује да се дужина костију доњих ногу птица (показатељ величине тела) скраћује у просеку за 2,4%, а крила продужавају за 1,3%. Налази студије сугеришу да су морфолошке промене резултат климатских промена, показујући пример еволуционих промена које следе Бергманово правило.